# Åke og hans verden
Åke og hans verden er en svensk film fra 1984 instrueret af Allan Edwall. Filmen er baseret på Bertil Malmbergs bog af samme navn fra 1924.

## Handling
Åke er 6 år gammel og "hans verden" er en nordsvensk provinsby i 1930. Han er søn af byens læge og lever en socialt betrygget tilværelse. Forældrene er kærlige og forstående, men Åkes indre verden er ikke så betrygget som den ydre, den er fuld af mørke skygger og sære syner, af oplevelser der nedfælder sig i sindet og gror som følelser af skyld og skræk.

## Medvirkende (i udvalg)
- Martin Lindström som Åke
- Loa Falkman som Åkes far
- Gunnel Fred som Åkes mor
- Katja Blomquist som Aja
- Ulla Sjöblom som Åkes farmor
- Suzanne Ernrup som Anne-Marie
- Björn Gustafson som Bergström
- Alexander Skarsgård som Kalle Nubb
- Stellan Skarsgård som skomager Ebenholtz
- Allan Edwall som rektor Godeman
- Ernst Günther som pastor
- Carl-Axel Elfving som patienten